# محوطه علاقبند
محوطه علاقبند؛ نام محوطه‌ای باستانی مربوط به سده‌های اسلامی - سده ۴ تا ۷ قمری است و در شهرستان مشهد واقع شده و این اثر در تاریخ ۲۴ تیر ۱۳۹۵ با شمارهٔ ثبت نامشخص به‌عنوان یکی از آثار ملی ایران به ثبت رسیده‌است.